# Batalha de Bostra (634)
A Batalha de Bostra foi travada em 634 entre o exército do Califado Ortodoxo e o Império Bizantino pela posse de Bostra, na Síria. A cidade, então capital do reino de Gassânidas, um vassalo bizantino, foi a primeira importante a ser capturada pelas forças islâmicas. O cerco durou entre junho e julho de 634.